# Albrecht I. z Kolowrat
Albrecht I. z Kolowrat (uváděn 1422 – 1. prosinec 1470) byl český šlechtic příslušník krakovské větve rodu Kolovratů, v letech 1456–1465 vykonával funkci přísedícího dvorského (lenního) soudu. Stal se pánem na hradě Krakovci, podle něhož jeho potomci odvodili své jméno.

## Život a rodina
Narodil se roku 1422, přesné datum ani místo nejsou známy, jako syn Jana z Kolowrat († 1419/20) a Škonce ze Žirotína (uváděna 1417–1422).
Někdy před rokem 1434 se Albrecht z Kolowrat oženil s Kateřinou ze Smiřic (uváděna 1434–1457). Narodily se jim čtyři dcery – Alžběta Eliška, Anežka, Anna a Barbora. Po ovdovění uzavřel před rokem 1469 druhý sňatek, tentokrát s Barborou z Valdštejna (uváděna 1469–1482), dcerou Hynka (Heníka) z Valdštejna a Alžběty z Kováně. Narodil se jim syn Jindřich Albrecht (uváděn 1479–1530).
Albrecht z Kolowrat a na Krakovci zemřel 1. prosince roku 1470 a byl pohřben do rodové hrobky v klášteře v Ročově.

## Počátek pošlosti
Nejspíše od příbuzného Jindřicha Jana Vlka z Miletic koupili dne 14. října 1443 hrad Krakovec s příslušenstvím za 1 100 kop pražských grošů Albrecht z Kolowrat, sezením na Bezděkově, a jeho strýc Jaroslav Plichta ze Žirotína, poslední mužský člen rodu Žirotínů. Dne 11. května 1445 pak přepustil pan Jaroslav za 500 kop pražských grošů svůj díl na hradě a panství svému synovci. Dne 13. března 1457 pak Albrechtovi a svému zeti Mikuláši Hasištejnskému z Lobkovic ještě postoupil právo zakladatelské, podací, ochranné a patronátní vrchnosti nad klášterem klarisek v Panenském Týnci. To byl počátek nové rodové pošlosti Kolowratů pojmenované podle hradu, který drželi v letech 1443/45–1548 a pak znovu v letech 1570–1588.

## Krakovské panství
Pan Albrecht se na Krakovci trvale usadil. Možná právě on nebo pak jeho syn Jindřich dal ve druhé polovině 15. století přestavět západní palác s velkými okny. Své dosavadní statky Albrecht připojil k novému krakovskému panství, a to zejména Kolešovice, patrně též ves s tvrzí Podmokly a než ho prodal i vypálený Bezděkov, který držel ještě roku 1443. V tom roce náležely k Albrechtovu panství i vsi Všesulov, Šípy, Rousínov, Zhoř, Slabce a Modřejovice. Později držel také Pochvalov, ale jen jako zástavní zboží. Teprve dne 10. listopadu 1454 potvrdil Albrechtovi veškerou držbu král Ladislav Pohrobek.

## Poslední vůle
V roce 1457 učinil pan Albrecht poslední pořízení ve formě dlužního zápisu, poněvadž se svými manskými statky nemohl volně nakládat. Zapsal proto 2 500 kop svým čtyřem dcerám a kdyby všechny zemřely, pak Janovi a Albrechtovi Bezdružickým z Kolowrat. V tomto dluhu jim postoupil hrad Krakovec se dvorem, vsi Krakov, Všesulov, Šípy a Rousínov, Slabce, Modřejovice, Svinařov, Křížovou, Novosedly, dvůr ve Zhoři s dvojím poplužím a také poplužní dvůr Chlístov. V roce 1461 však tento zápis zrušil, protože se mu asi v roce 1459 narodil syn Jindřich Albrecht, který se stal jeho novým dědicem.